# صميتة (مكيراس)
صميتة هي إحدى قرى عزلة مكيراس بمديرية مكيراس التابعة لمحافظة البيضاء، بلغ تعداد سكانها 116 نسمة حسب تعداد اليمن لعام 2004.